# VMware
La companyia VMware, Inc., és una filial de EMC Corporation que proporciona la major part del programari de virtualització disponible per a ordinadors compatibles X86. Entre aquest programari s'inclouen VMware Workstation, i els gratuïts VMware Server i VMware Player. El programari de VMware pot funcionar en Windows, Linux, i en breu ho farà en Mac OS X. El nom corporatiu de la companyia és un joc de paraules usant la interpretació tradicional de les sigles VM en l'àmbit de la informàtica: virtual machines ("màquines virtuals").

## Introducció
El VMware és un sistema de virtualització per programari. Un sistema virtual per programari és un programa que simula un sistema físic (un ordinador) amb unes característiques i un maquinari determinat. Quan s'executa el programa (simulador), proporciona un ambient d'execució similar a tots els efectes d'un ordinador físic (excepte en el pur accés físic al maquinari simulat), amb CPU (pot ser més d'una), BIOS, targeta gràfica, memòria RAM, targeta de xarxa, sistema de so, connexió USB, disc dur (poden ser més d'un), etc.
Un virtualizador per programari permet executar (simular) diversos ordinadors (sistemes operatius) dins d'un mateix maquinari de manera simultània, permetent així el major aprofitament de recursos. No obstant això, i en ser una capa intermèdia entre el sistema físic i el sistema operatiu que funciona al maquinari emulat, la velocitat d'execució d'aquest últim és menor, però en la majoria dels casos suficient per usar-se en entorns de producció.
VMware és similar al seu homòleg Virtual PC, encara que existeixen diferències entre ambdós que afecten a la forma en la qual el programari interacciona amb el sistema físic. El rendiment del sistema virtual varia depenent de les característiques del sistema físic en el qual s'executi, i dels recursos virtuals (CPU, RAM, etc.) assignats al sistema virtual.
Mentre que VirtualPC emula una plataforma x86, Vmware la virtualitza, de manera que la major part de les instruccions en VMware s'executen directament sobre el maquinari físic, mentre que en el cas de Virtual PC es tradueixen en crides al sistema operatiu que s'executa en el sistema físic.

## Productes

### Gratuïts

#### VMware Player
És un producte gratuït que permet fer funcionar màquines virtuals creades amb altres productes de VMware, però no permet crear-les ell mateix. Les màquines virtuals es poden crear amb productes més avançats com ara VMware Workstation.
Des de l'alliberament de VMware Player, han sorgit pàgines web on és possible crear les màquines virtuals, com VMX Builder.
També és possible crear i redimensionar discs durs virtuals usant qemu.
Per exemple, amb l'ordre següent es crearà una imatge de disc de 2 Gb que pot ser usat amb VMware.
```
qemu-img create -f vmdk el-meu-disc-dur-1.vmdk 2 G
```

VMware ha establert una comunitat al voltant dels seus productes gratuïts, on proporciona accés a una creixent llista de màquines virtuals gratuïtes, i de lliure disposició, amb multitud de sistemes operatius i aplicacions específiques preconfigurades i llestes per executar-s'hi.
També existeixen eines gratuïtes per crear VMx, muntar, manipular i convertir discs i disquets VMware, perquè els usuaris de VMware Player puguin crear i mantenir VMs de manera gratuïta, fins i tot per a ús comercial.

#### VMware Server (abans GSX)
Al principi era una versió de pagament, fa uns mesos va ser alliberada per ser descarregada i utilitzada de franc. Aquesta versió, a diferència de l'anterior, té un millor maneig i administració de recursos; també corre dins d'un sistema operatiu (ordinador central), està pensada per respondre a una demanda més gran que el Workstation.

### Comercials

#### VMware Workstation
És un dels més utilitzats, ja que permet l'emulació en plataformes PC X86, això permet que qualsevol usuari amb una computadora d'escriptori o portàtil pugui emular tantes màquines virtuals com els recursos de maquinari ho permetin.
Aquesta versió és una aplicació que s'instal·la dins d'un sistema operatiu (ordinador central) com un programa estàndard, de tal manera que les màquines virtuals corren dins d'aquesta aplicació, existint un aprofitament restringit de recursos.

#### VMware ESX Server
Aquesta versió és un sistema complex de virtualització, ja que corre com a sistema operatiu dedicat al maneig i administració de màquines virtuals, ja que no necessita un sistema operatiu ordinador central sobre el qual sigui necessari instal·lar-lo. Pensat per a la centralització i virtualització de servidors, aquesta versió no és compatible amb una gran llista de maquinari domèstic.

## Funcionament
En el cas de la versió Workstation i Server, el funcionament és bastant similar al següent:
Aplicació Virtual → Sistema Operatiu Virtual → Maquinari Virtual → VMware → Sistema Operatiu Real → Maquinari Físic.
Això afecta el rendiment i acompliment de les màquines virtuals, a diferència de la versió ESX que funciona més o menys de la següent manera.
Aplicació Virtual → Sistema Operatiu Virtual → Maquinari Virtual → VMware → Maquinari Físic.

## Altres alternatives
- Virtual PC
- BOCHS de llicència GNU.
- QEMU de llicència GNU.
- Virtuozzo, programari propietari